# Чемававін 2
Чемававін 2 (англ. Chemawawin 2) — індіанська резервація в Канаді, у провінції Манітоба, у межах невключеної частини переписної області №21.

## Населення
За даними перепису 2016 року, індіанська резервація нараховувала 1252 особи, показавши зростання на 10,4%, порівняно з 2011-м роком. Середня густина населення становила 465 осіб/км².
З офіційних мов обидвома одночасно не володів жоден з жителів, тільки англійською — 1 250. Усього 470 осіб вважали рідною мовою не одну з офіційних, з них усі — одну з корінних мов.
Працездатне населення становило 34,2% усього населення, рівень безробіття — 23,1%.
Середній дохід на особу становив $20 926 (медіана $16 000), при цьому для чоловіків — $20 682, а для жінок $21 140 (медіани — $14 976 та $16 416 відповідно).
22,5% мешканців мали закінчену шкільну освіту, не мали закінченої шкільної освіти — 64,9%, 13,9% мали післяшкільну освіту, з яких 19% мали диплом бакалавра, або вищий.
| Статево-вікова структура населення | Статево-вікова структура населення | Статево-вікова структура населення | Статево-вікова структура населення | Статево-вікова структура населення |
| ---------------------------------- | ---------------------------------- | ---------------------------------- | ---------------------------------- | ---------------------------------- |
|                                    |                                    |                                    |                                    |                                    |
| Всього                             | Всього                             | 49,0%51,0%                         |                                    |                                    |
| 0 — 14 років                       | 0 — 14 років                       |                                    | 39,8%                              | 39,8%                              |
| 15 — 64 років                      | 15 — 64 років                      |                                    | 58,2%                              | 58,2%                              |
| 65 і більше                        | 65 і більше                        |                                    | 2%                                 | 2%                                 |
| 85 і більше                        | 85 і більше                        |                                    | 0,4%                               | 0,4%                               |
| Середній вік (років)               | Середній вік (років)               | 23,824,3                           | 24,1                               | 24,1                               |
| Медіана (років)                    | Медіана (років)                    | 18,520,5                           | 19,4                               | 19,4                               |
| — чоловіки — жінки                 |                                    |                                    |                                    |                                    |

| Походження мешканців:     | Походження мешканців:     | Походження мешканців: | Походження мешканців: | Походження мешканців: |
| ------------------------- | ------------------------- | --------------------- | --------------------- | --------------------- |
| Походження                |                           |                       | осіб                  | %                     |
| Корінні американці        | Корінні американці        |                       | 1 240                 | 98.8%                 |
| Інше північноамериканське | Інше північноамериканське |                       | 10                    | 0.8%                  |
| Європейське               | Європейське               |                       | 65                    | 5.18%                 |
| британське                | британське                |                       | 10                    | 0.8%                  |
| французьке                | французьке                |                       | 35                    | 2.79%                 |
| українське                | українське                |                       | 10                    | 0.8%                  |

## Клімат
Середня річна температура становить 0,4°C, середня максимальна – 21,8°C, а середня мінімальна – -26°C. Середня річна кількість опадів – 507 мм.
| Клімат поселення                              | Клімат поселення | Клімат поселення | Клімат поселення | Клімат поселення | Клімат поселення | Клімат поселення | Клімат поселення | Клімат поселення | Клімат поселення | Клімат поселення | Клімат поселення | Клімат поселення | Клімат поселення |
| Показник                                      | Січ.             | Лют.             | Бер.             | Квіт.            | Трав.            | Черв.            | Лип.             | Серп.            | Вер.             | Жовт.            | Лист.            | Груд.            |                  |
| Середній максимум, °C                         | −14,01           | −10,2            | −3,47            | 6,53             | 14,31            | 20,56            | 21,82            | 20,72            | 13,98            | 7,19             | −3,14            | −12,98           |                  |
| Середня температура, °C                       | −19,99           | −16,19           | −9,45            | 0,54             | 8,32             | 14,57            | 18,40            | 17,32            | 10,58            | 3,79             | −6,54            | −16,38           |                  |
| Середній мінімум, °C                          | −25,97           | −22,18           | −15,43           | −5,45            | 2,34             | 8,58             | 15,01            | 13,91            | 7,18             | 0,38             | −9,96            | −19,78           |                  |
| Норма опадів, мм                              | 19               | 15               | 24               | 27               | 46               | 76               | 75               | 69               | 63               | 41               | 29               | 23               |                  |
| Середньомісячна швидкість вітру, м/с          | 3.50             | 3.60             | 3.60             | 3.80             | 3.80             | 3.80             | 3.48             | 3.50             | 3.86             | 4.00             | 3.90             | 3.70             |                  |
| Середньомісячна сонячна радіація, кДж/м²·день | 3528             | 7101             | 12647            | 17557            | 20731            | 21688            | 21210            | 17631            | 11631            | 6666             | 3511             | 2585             |                  |
| --------------------------------------------- | ---------------- | ---------------- | ---------------- | ---------------- | ---------------- | ---------------- | ---------------- | ---------------- | ---------------- | ---------------- | ---------------- | ---------------- | ---------------- |
| Джерело:                                      |                  |                  |                  |                  |                  |                  |                  |                  |                  |                  |                  |                  |                  |